# Мадараш
Мадараш (венг. Madaras) — посёлок(község) в медье Бач-Кишкун в Венгрии.

## История
Впервые упоминается в документе 1377 года. В XVII веке эти места находились под турецким владычеством, после изгнания турок местность около ста лет была безлюдной. В конце XVIII века сюда начали приглашать колонистов, и в 1789 году сюда уже потребовался пастор, который мог бы проповедовать на немецком и венгерском языках. В 1799 году была построена церковь.
Согласно переписи 1900 года, в 1134 домах деревни насчитывалось 5658 человек, из которых 5148 говорили на венгерском, а 500 — на немецком.
После Первой мировой войны эти земли в 1919—1921 годах находились под сербской оккупацией. Когда Трианонский договор определил границы независимого венгерского государства, здесь было размещено 570 переселенцев, чьи родные места теперь оказались на территории других стран.
Во время Второй мировой войны 13 сентября 1944 года в районе посёлка был сбит британский бомбардировщик B-24 Liberator; в 2007 году здесь была установлена мемориальная доска в память о погибших лётчиках.
На 1 января 2015 года в посёлке проживало 2862 человека.

## Достопримечательности
- Римско-католическая церковь, построенная в 1799 году.

## Население
| Год  | Численность | Численность |
| ---- | ----------- | ----------- |
| 2013 | 2903        | [ 2 ]       |
| 2014 | 2904        | [ 3 ]       |
| 2018 | 2642        | [ 4 ]       |
| 2021 | 2587        | [ 5 ]       |
| 2022 | 2532        | [ 6 ]       |
| 2023 | 2521        | [ 7 ]       |
| 2024 | 2468        | [ 1 ]       |